# Stictoptera basiochrea
Stictoptera basiochrea är en fjärilsart som beskrevs av Embrik Strand 1917. Stictoptera basiochrea ingår i släktet Stictoptera och familjen nattflyn. Inga underarter finns listade i Catalogue of Life.